# Antas (Almería)
Antas ist eine spanische Gemeinde im Verwaltungsgebiet Levante Almeriense der Provinz Almería in der Autonomen Gemeinschaft Andalusien. Die Bevölkerung von Antas betrug 2024 aus 3.450 Einwohnern.

## Geografie
Die Gemeinde liegt nahe der Mittelmeerküste. Sie grenzt an Bédar, Cuevas del Almanzora, Los Gallardos, Huércal-Overa, Lubrín, Vera und Zurgena. Der Cabezo María ist ein kegelförmiger Berg mit 550 Meter im Durchmesser, der die erodierten Überreste eines ehemaligen Vulkanzentrums darstellt.

## Geschichte
Antas war das Zentrum der prähistorischen Kultur von El Argar. Die Überreste der Menschen aus dem Neolithikum und der Bronzezeit sind an verschiedenen geschützten Stellen rund um die Stadt zu sehen. Auch römische und mittelalterliche Überreste wurden hier gefunden, wie z. B. die Reste eines Aquädukts, die neben der Straße am Rande der Stadt liegen.